# Пикрит

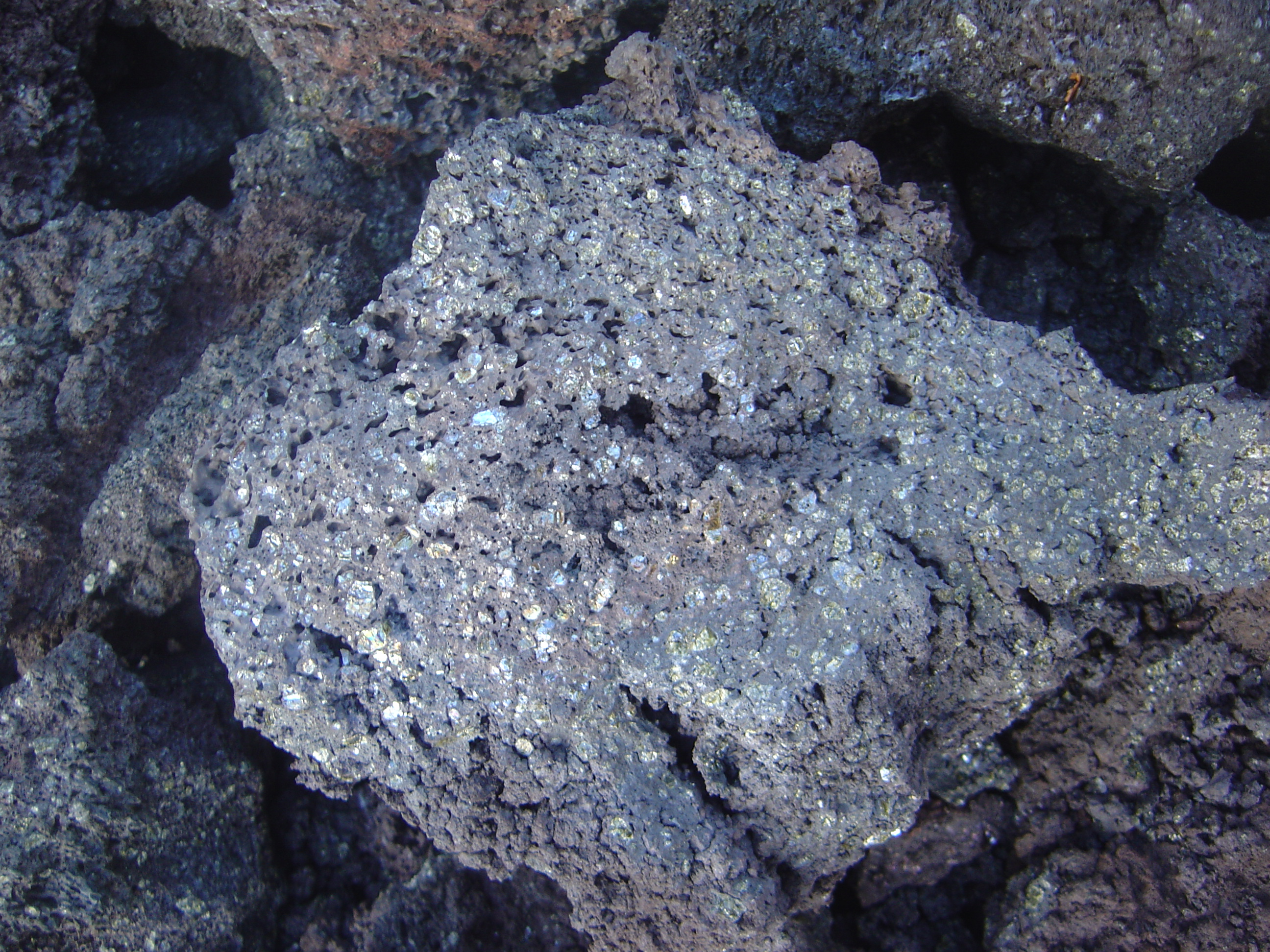
Пикрит в Питон-де-ла-Фурнез

Пикрит (от греч. πικρός — горький) — магматическая вулканическая горная порода ультраосновного состава, нормального ряда щелочности из семейства пикритов. Цвет породы обычно тёмно-зелёный до чёрного, co светло-зелёными или бурыми вкрапленниками оливина. Tекстура массивная, миндалекаменная. Структура тонкозернистая, порфировая, порфировидная с микролитовой или витрофировой основной массой. Минеральный состав основной массы: оливин, клинопироксен, роговая обманка, до 10 % биотита, кальцита и рудных минералов. Во вкрапленниках: оливин, клинопироксен, роговая обманка, флогопит, акцессорные магнетит, ильменит и апатит.
Средний химический состав: SiO2 38-45 %, TiO2 0.5-1.6 %, Al2O3 5-10 %, Fe2O3 3-6.5 %, FeO 3.5-14 %, MgO 18-41 %, CaO 2.5-7.5 %, Na2O 0.1-1.5 %, K2O 0.01-1.5 %.

## Нахождение
Пикриты образуют потоки лав (массивных, шаровых, подушечных), горизонты и толщи вулканических брекчий, туфов, гиалокластитов, в гипабиссальной фации — дайки и сиплы. Входят в состав ультрамафитовых и мафит-ультрамафитовых комплексов, возникающих на геосинклинальной или позднеорогенной стадии развития складчатых областей, или в составе стратиформных мафит-ультрамафитовых интрузий в зонах активизации платформ и срединных массивов. На территории России известны на Дальнем Востоке, Камчатке, Кавказе, Урале, Кольском полуострове и др.